# Cantó de Beauvoir-sur-Niort
El cantó de Beauvoir-sur-Niort és un cantó francès del departament de Deux-Sèvres, situat al districte de Niort. Té 9 municipis i el cap és Beauvoir-sur-Niort.

## Municipis
- Beauvoir-sur-Niort
- Belleville
- Boisserolles
- Granzay-Gript
- La Foye-Monjault
- Marigny
- Prissé-la-Charrière
- Saint-Étienne-la-Cigogne
- Thorigny-sur-le-Mignon

## Història
| Data d'elecció                           | Identitat              | Partit                                              | Qualitat |
| ---------------------------------------- | ---------------------- | --------------------------------------------------- | -------- |
| 1949-1955                                | M. Brillaut            | SFIO                                                |          |
| 1955-1958                                | M. Patout              | radical                                             |          |
| 1958-1964                                | M. de La Rochebrochard | Divers droite                                       |          |
| 1964-1994                                | André Nicolas          | radical, després UDF-radical, després Divers droite |          |
| 1994-2001                                | Jean-Pierre Fortin     | Divers droite                                       |          |
| 2001-                                    | Jean-Claude Aubineau   | Divers droite                                       |          |
| les dades anteriors no són pas conegudes |                        |                                                     |          |
|                                          |                        |                                                     |          |

## Demografia
| A partir de 1990: Població sense dobles comptes |